# Ron Elliott (musicien)
Pour les articles homonymes, voir Ron Elliott.
Ronald Charles Elliott dit Ron Elliott, né le 21 octobre 1943 à Healdsburg (Californie), est un musicien, compositeur et producteur américain, surtout connu comme auteur-compositeur et guitariste principal du groupe de rock The Beau Brummels. 
Elliott a écrit ou co-écrit les tubes Laugh, Laugh (en) et Just a Little du groupe, classés au top 20 américain en 1965. Outre ses retrouvailles occasionnelles avec les Beau Brummels au fil des ans, Elliott a sorti un album solo en 1970 et a joué et produit des albums de nombreux autres artistes.

## Biographie
Durant son enfance, Elliott développe un diabète de type 1, qui a des conséquences quasi catastrophiques à l'âge de douze ans. En grandissant, il écrit de la musique influencée par les compositeurs George Gershwin et Jerome Kern, ainsi que par l'artiste de musique country Lefty Frizzell,. En 1964, son ami d'enfance Sal Valentino l'appelle pour l'informer qu'il a un concert mais n'a pas de groupe pour l'accompagner. Elliott accepte de l'aider à monter un groupe, qui comprend lui-même à la guitare solo, Ron Meagher (en) à la basse, Declan Mulligan (en) à la guitare rythmique et John Petersen à la batterie. Le groupe, connu sous le nom de The Beau Brummels, commence à jouer à San Francisco et dans ses environs, et signe chez Autumn Records grâce à Tom Donahue.
Le groupe a deux succès immédiats au début de 1965 avec Laugh, Laugh et Just a Little qui atteignent tous deux le top 20 américain. Elliott apparait avec le groupe dans le film de science-fiction/comédie de 1965 Village of the Giants, qui est présenté dans un épisode de 1994 de Mystery Science Theater 3000. Elliott est également apparu avec le groupe dans le rôle de The Beau Brummelstones dans la sitcom animée télévisée The Flintstones dans l'épisode de la saison six Shinrock A Go-Go, diffusé à l'origine le 3 décembre 1965. Les tournées deviennent compliquées car Elliott souffre de crises d'épilepsie dues à son diabète qui le rend incapable de se produire. En 1966, Warner Bros. Records acquiert Autumn et sort rapidement un album de reprises, Beau Brummels '66, qui perturbe Elliott en tant que principal compositeur du groupe. Il déménage à Los Angeles pour tenter de reprendre le contrôle de la direction musicale, tandis que le reste du groupe reste à San Francisco. Pendant une brève période, Don Irving (en) devient le remplaçant d'Elliott à la guitare lorsque le groupe se produit. Elliott, avec Valentino comme co-auteur, crée deux albums acclamés par la critique, Triangle en 1967 et Bradley's Barn en 1968. À cette époque, les Beau Brummels sont réduits à un duo composé d'Elliott et Valentino, mais ils se séparent rapidement.
Elliott arrange l'album Roots des Everly Brothers en 1968, sur lequel il joue également. Les Everly Brothers enregistrent deux de ses chansons, Turn Around, parue sur Bradley's Barn, et Ventura Boulevard. Elliott joue de la guitare sur le premier album de Van Dyke Parks, Song Cycle, en 1967, et sort son propre album solo, The Candlestickmaker (en), en 1970. Il retrouve les Beau Brummels à l'occasion, notamment au milieu des années 1970, lorsque le groupe sort un album éponyme en 1975. Elliott a ensuite travaillé avec des artistes tels que Randy Newman, Van Morrison, Little Feat et Dolly Parton. 

## Discographie

### AvecThe Beau Brummels
- 1965 : Introducing the Beau Brummels
- 1965 : The Beau Brummels, Vol. 2
- 1966 : Beau Brummels '66
- 1967 : Triangle
- 1968 : Bradley's Barn
- 1975 : The Beau Brummels

### En solo
- 1970 : The Candlestickmaker